# Wanted: Dead or Alive (film 1951)
Wanted: Dead or Alive è un film del 1951 diretto da Thomas Carr.
È un western statunitense con Whip Wilson, Fuzzy Knight e Jim Bannon.

## Produzione
Il film, diretto da Thomas Carr su una sceneggiatura di Clint Johnston e un soggetto di Harry L. Fraser (quest'ultimo non accreditato), fu prodotto da Vincent M. Fennelly per la Transwestern Pictures e girato nell'Iverson Ranch a Chatsworth, Los Angeles, California,.

## Distribuzione
Il film fu distribuito negli Stati Uniti dal 3 aprile 1951 al cinema dalla Monogram Pictures.
Altre distribuzioni:
- nel Regno Unito nel 1951 dalla Associated British Film Distributors
- negli Stati Uniti in DVD nel 2005 dalla Comet Video

## Promozione
Le tagline sono:
- HOT-GUN SMOKEOUT OF KILL-CRAZED BUCKAROOS!
- RANGELAND RAMPAGE !
- TWIN-GUN MARSHAL TRIPS UP NOOSE-CHEATERS!
- WHIP SMOKES OUT VULTURE GANG WITH HIS.45'S....
- MURDER FRAMEUP IN KILLER COUNTRY!
- Twin-gun Marshal drills home justice! to the whole brutal bunch! (original ad)
- Gun-written saga of mavericks bent on murder... and a fighting marshal who sets his sights on the toughest of them all!